# مقاطعة سيجويك (كانساس)
مقاطعة سيجويك (بالإنجليزية: Sedgwick County)‏ هي إحدى المقاطعات في ولاية كانساس، الولايات المتحدة الأمريكية.